# Museu Vostell Malpartida
O Museu Vostell Malpartida está situado no Parque Natural Los Barruecos, na cidade espanhola de Malpartida de Cáceres. O museu alberga as obras do artista plástico Wolf Vostell.
Está aqui instalado o Centro de Interpretação das Vías Pecuarias e História da Lavagem de Lãs de Los Barruecos.

## Ligação externa
- Página oficial do museu
- Museo Vostell Malpartida en Facebook